# Scott Morrison

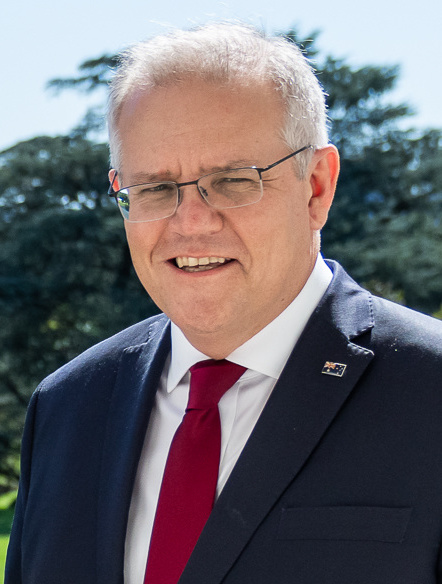
Scott Morrison (2021)

Scott John Morrison, umgangssprachlich auch ScoMo, (* 13. Mai 1968 in Waverley, New South Wales) ist ein australischer Politiker der Liberal Party of Australia. Er übernahm am 24. August 2018 nach dem Rücktritt von Malcolm Turnbull das Amt des Premierministers und den Parteivorsitz. Morrison regierte Australien in einer Koalition mit der National Party of Australia bis zum 23. Mai 2022.
Seine angesichts des Klimawandels der Kohleindustrie Australiens zugewandte Politik und sein als Apathie wahrgenommenes Verhalten während der Buschbrände in Australien 2019/2020 führten zu politischen Kontroversen. Unter seiner Ägide rangierte Australien im Juni 2021 beim Anteil der vollständig gegen COVID-19 geimpften Bevölkerung an letzter Stelle innerhalb der 38 Mitglieder starken Organisation für wirtschaftliche Zusammenarbeit und Entwicklung (OECD). Das Land holte bis zum Jahresende auf und lag im Dezember auf Platz 10.
Bei der Parlamentswahl in Australien 2022 verlor Morrison gegen seinen Herausforderer Anthony Albanese.

## Frühe Jahre
Morrison ist der jüngste Sohn von John Morrison, einem Polizisten aus Sydney, und dessen Ehefrau Marion, geborene Smith. Er hat einen älteren Bruder namens Alan. Morrison besuchte die Sydney Boys High School und studierte anschließend Wirtschaftsgeographie an der University of New South Wales. Er ist mit Jenny, geborene Warren, verheiratet. Beide lernten sich bereits im Alter von 16 Jahren kennen und heirateten im Alter von 21 Jahren. Der Beziehung entstammen zwei gemeinsame Töchter.

## Beruf
Nach seinem Studium arbeitete Morrison bis 1995 im Property Council als politischer Entscheidungsverantwortlicher und wurde anschließend stellvertretender Verwaltungschef der Australian Tourism Task Force. Zwei Jahre lang arbeitete er im Tourism Office. 1989 ging er nach Neuseeland und wurde dort Direktor des neugegründeten Office of Tourism and Sport. Diesen Posten verließ er nach einem Jahr und kehrte nach Australien zurück. Hier bekleidete er Ämter in der Politik und in der Tourismusbranche, darunter bei Tourism Australia, die unter ihm mit dem Slogan Where the bloody hell are you? (deutsch Wo zur Hölle steckst Du oder steckt Ihr?) um Touristen warb.

## Politik
Morrison wird dem gemäßigten Spektrum der Liberal Party zugerechnet. Er gilt als Pragmatiker, vertritt in Einzelfragen aber deutlich konservative Positionen. In der australischen Migrations- und Asylpolitik vertritt er eine harte Stop-the-boats-Linie mit Einwanderungshaft.

### Minister

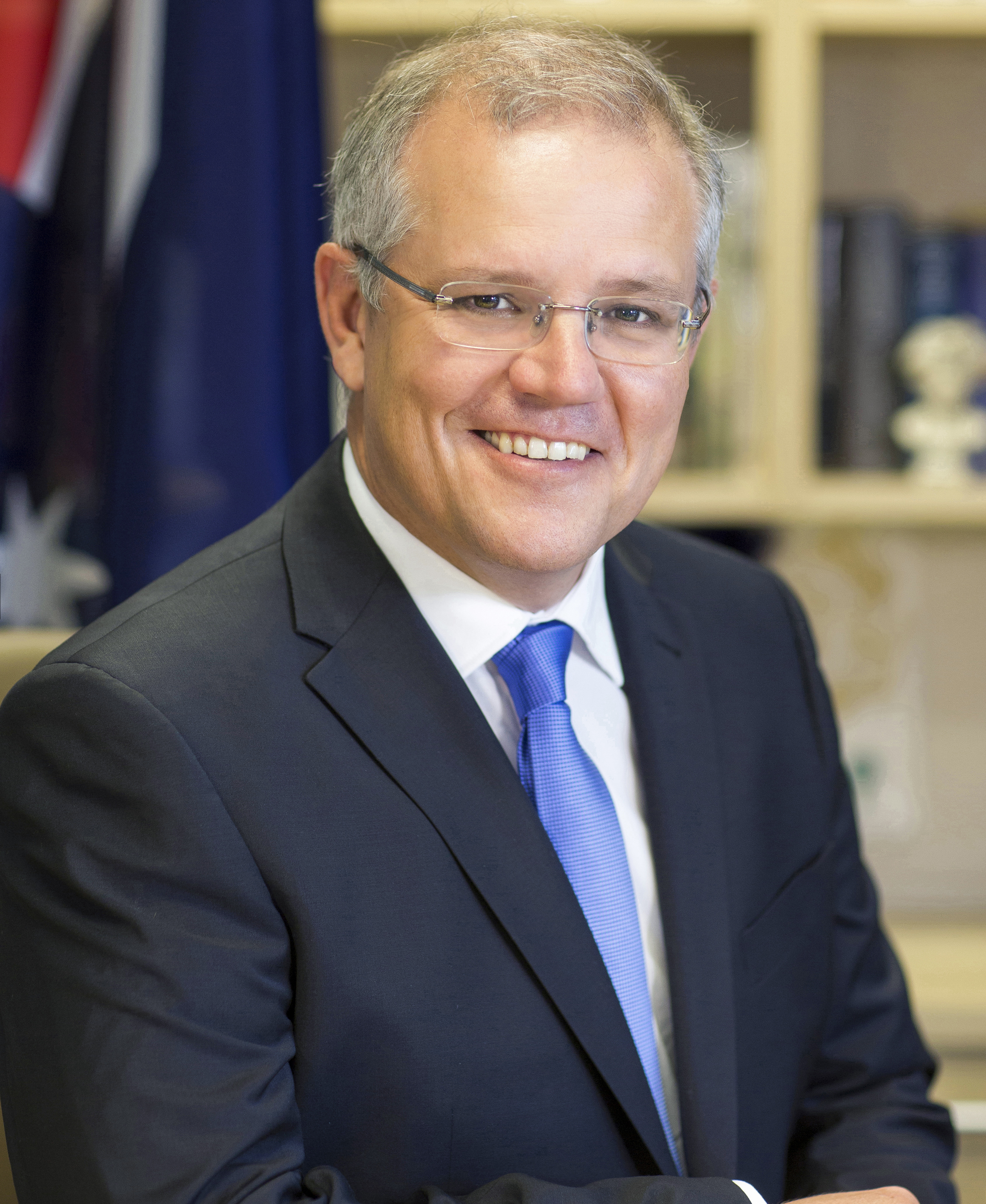
Scott Morrison im Jahr 2014

Morrison kandidierte im Wahlkreis Cook bei der Parlamentswahl in Australien 2007, erhielt 58,35 Prozent der Wählerstimmen und zog als Abgeordneter ins Repräsentantenhaus (das Unterhaus des australischen Parlaments) ein.
2010 erhielt er 57,88 Prozent der Stimmen, 2013 60,35 Prozent und 2016 58,35 Prozent. Bei seiner Antrittsrede im Jahr 2007 betonte er, dass mit seinem Mandat nun auch die Aborigines des Gweagal-Clans aus dem Dharawal-Stamm mit ihren Rechten und Anliegen im Parlament vertreten seien.
Als Tony Abbott im September 2013 Premierminister wurde, berief er Morrison zum Minister für Einwanderung und Grenzschutz (Minister for Immigration and Border Protection). Damit zählte auch die Operation Sovereign Borders zu seinen Aufgaben (siehe auch Migrations- und Asylpolitik Australiens). Am 23. Dezember 2014 bildete Abbott sein Kabinett um; Morrison wurde Sozialminister (Minister for Social Services) und hatte dieses Amt bis zum 21. September 2015. Anschließend wurde er Schatzkanzler (Treasurer) Australiens in der Regierung unter Malcolm Turnbull. In dieser Eigenschaft zeigte Morrison 2017 im australischen Parlament mehrfach ein Stück Kohle und sagte: „Das ist Kohle. Haben sie keine Angst davor. Es wird ihnen nicht schaden.“ Hiermit wollte er zum Ausdruck zu bringen, dass die Stromversorgung Australiens durch den Abbau der Kohlevorkommen gesichert sei. Australien ist der zweitgrößte Kohleexporteur weltweit. Er positionierte sich gegen die Legalisierung der gleichgeschlechtlichen Ehe.

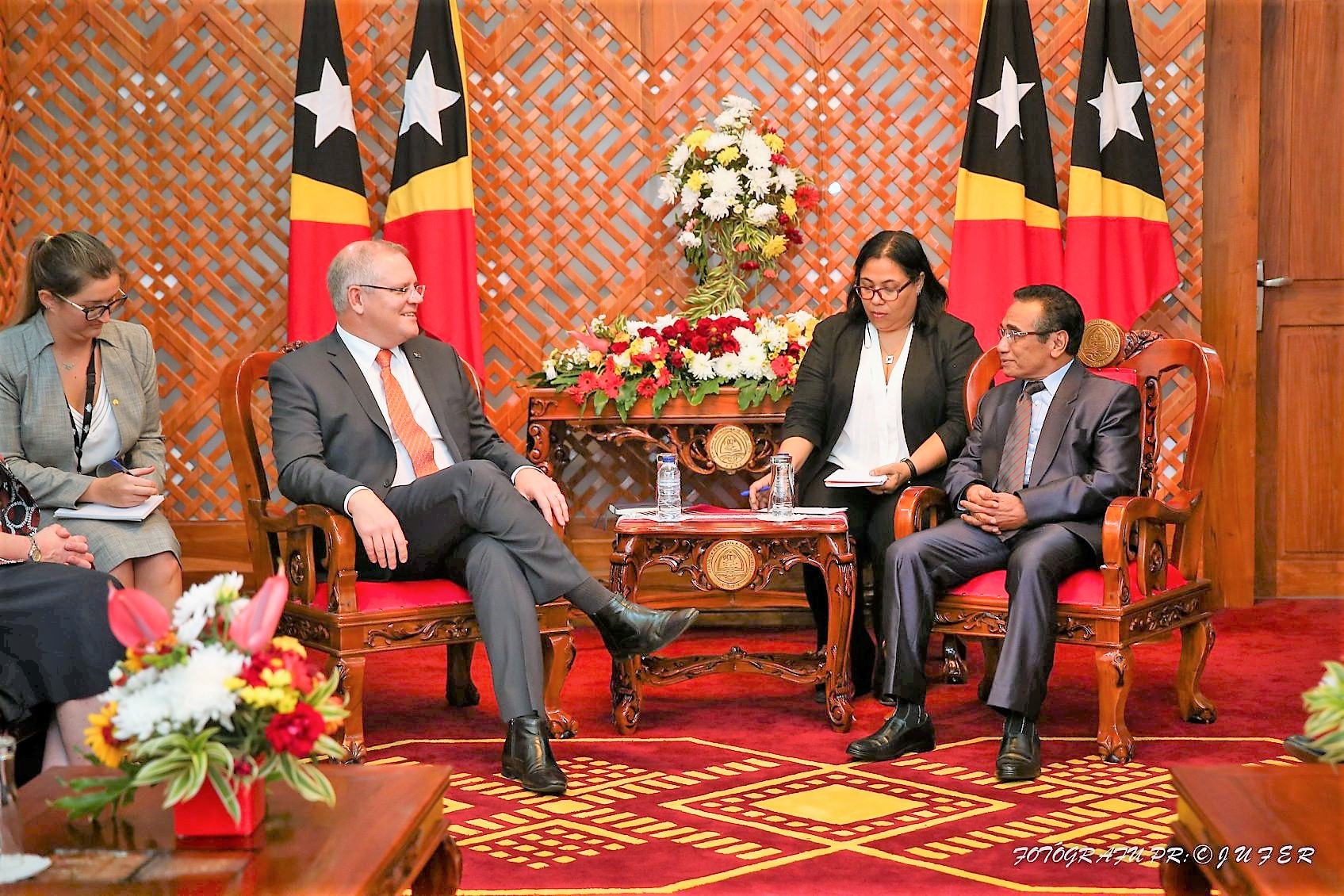
Morrison als Premierminister zu Gast bei Osttimors Präsidenten Francisco Guterres (2019)

Nachdem Meinungsumfragen Mitte 2018 (etwa ein Jahr vor der Parlamentswahl in Australien) schlechte Werte für die Regierung des amtierenden Premierministers Turnbull erbracht hatten, revoltieren seine innerparteilichen Kritiker, insbesondere im konservativen Flügel der Liberal Party. Unter dem Druck konservativer innerparteilicher Opponenten musste Turnbull einen Gesetzesentwurf, nach dem Australien sich verpflichtet hätte, seine klimaschädlichen Emissionen bis zum Jahr 2030 um 25 Prozent zu reduzieren (bezogen auf das Referenzjahr 2005), wieder zurückziehen. Am 21. August 2018 gewann Turnbull nur knapp eine innerparteiliche Kampfabstimmung gegen seinen Herausforderer Peter Dutton. Das knappe Ergebnis spornte seine Kritiker noch weiter an, die einen Wechsel an der Führungsspitze forderten, und am 24. August 2018 erklärte Turnbull schließlich seinen Rücktritt und Morrison wurde zum Parteivorsitzenden der Liberal Party  gewählt. Im Australischen Parlament übt der Parteivorsitzende der stärksten Partei das Amt des Premierministers aus, das damit Morrison zufiel.

### Premierminister

#### Erste Amtszeit
Seine erste Auslandsreise als Premierminister führte Morrison zum Australisch-Indonesischen Wirtschaftsforum in die indonesische Hauptstadt Jakarta, wo er sich mit Präsident Joko Widodo traf und ein Freihandelsabkommen zwischen den Staaten ankündigte, das bereits unter der Turnbull-Regierung ausgehandelt worden war.
Morrison zog im Oktober 2018 die Verlegung der australischen Botschaft in Israel von Tel Aviv nach Jerusalem in Betracht.
Er erkannte Jerusalem als Hauptstadt Israels im Folgemonat zwar an, verschob aber die Verlegung der Botschaft.
Im November 2018 sprach Morrison bei einem Treffen mit dem chinesischen Premierminister Li Keqiang Menschenrechtsverletzungen im Umgang mit der uigurischen Minderheit wie Umerziehungslager in Xinjiang an.
Im Januar 2019 gab es Berichte über ein Foto der Familie Morrison, in dem Mitarbeiter des Ministeriums mit Hilfe eines Bildbearbeitungsprogramms die Schuhe Morrisons als zwei linke weiße Sneaker dargestellt hatten.
Morrison verurteilte im März 2019 den Terroranschlag auf zwei Moscheen in Christchurch als einen „extremistischen, rechtsgerichteten gewalttätigen Terroranschlag“ und bot den neuseeländischen Behörden Zusammenarbeit bei den Ermittlungen an. Er kritisierte Äußerungen des türkischen Präsidenten Recep Tayyip Erdoğan, die er als „rücksichtslos“ und „in höchstem Maß beleidigend“ verurteilte. Erdoğan hatte ein Video des Attentäters verbreitet, in dem dieser Australiern und Neuseeländern gedroht hatte, dass sie – wenn sie mit antimuslimischen Gefühlen in die Türkei kämen – in Anlehnung an die Schlacht von Gallipoli im Ersten Weltkrieg „in Särgen zurückgeschickt würden, wie ihre Großväter“.
Nach der Verhaftung des WikiLeaks-Gründers Julian Assange im April 2019 stellte Morrison ihm „keine Sonderbehandlung“ in Aussicht. Die Angelegenheit habe mit Australien nichts zu tun, sie sei einzig eine Angelegenheit der Vereinigten Staaten.

#### Zweite Amtszeit
Morrison führte die Koalition in die Parlamentswahl in Australien 2019. Während des Wahlkampfes fiel das Medieninteresse auf Morrison, als er in Strathfield, einem Vorort von Sydney mit einem großen Anteil koreanischer Bevölkerung, eine koreanische Frau mit der chinesischen Floskel ni hao (deutsch Hallo) begrüßte. Obwohl Morrison in Umfragen anfänglich schwächelte, konnte die Koalition die Wahl mit 77 Sitzen (Mehrheit von 2 Sitzen) gewinnen.
Morrison riet Regierungschefin Carrie Lam, die Proteste in Hongkong 2019 nicht in die Nähe des Terrorismus zu rücken.
Im September 2019 stattete Morrison als erster australischer Premierminister seit John Howard (2006) den Vereinigten Staaten einen offiziellen Besuch ab, mit einem Staatsdinner im White House Rose Garden. Die „Verbindung“ mit Präsident Donald Trump sah Morrison als „sehr einfach“ an. Der Besuch war überschattet von Enthüllungen um Morrisons Aufnahme seines Freundes und Hillsong-Church-Gründers Brian Houston in die Reisedelegation des Ministerpräsidenten.
Morrison stand der Türkischen Militäroffensive in Nordsyrien 2019 kritisch gegenüber. Er zeigte sich um die Sicherheit der in der Region lebenden Kurden besorgt und sah in der Operation die Gefahr der Wiederbelebung des Islamischen Staates.
Morrison ist Klimawandelleugner. Er half unter anderem bei der Sabotage der UN-Klimakonferenz in Madrid 2019, setzt sich für die australische Kohleindustrie ein und stellte die Bedrohung durch den Klimawandel und den Anteil australischer Kohle daran verharmlosend dar. Er gilt als Unterstützer der Kohleindustrie Australiens und lehnt Änderungen an den derzeitigen Klimazielen Australiens ab. Nach den Buschbränden in Australien versuchte er, vom Klimawandel abzulenken. Unter anderem äußerte er mehrfach, es gebe „keinen glaubhaften Beweis“ für den Zusammenhang zwischen der Klimakrise und den Buschfeuern von 2019. Der politische Druck erhöhte sich auf den Premierminister, als er Fragen über einen Zusammenhang zwischen der Untätigkeit der Regierung bei der Bekämpfung des Klimawandels und den Buschbränden auswich. Unter wachsendem Druck räumte Morrison ein, dass der Klimawandel zu den Buschbränden beigetragen hat.
Beim Pacific Islands Forum im August 2019 hatten Führer kleinerer pazifischer Inselstaaten mit Blick auf den Klimawandel auf eine starke Botschaft in der Abschlusserklärung des Konsultativforums gehofft, die Morrison jedoch durch nur in abgeschwächter Form mit trug.
Ende Oktober 2019 bezeichnete Morrison Klimaaktivisten als „Anarchisten“. Progressive Kräfte hätten sich zum Ziel gesetzt, die Freiheiten der Australier einschränken. Es sei eine „neue Art von radikalem Aktivismus“, von dem eine Bedrohung für die Zukunft des Bergbaus ausgehe. Er forderte Beschränkungen der Redefreiheit für Gruppierungen, die zu Boykotten von Dienstleistern für umweltintensive Bergbauunternehmen aufriefen. Die Australische Menschenrechtskommission, die Australian Conservation Foundation und die Australian Greens verurteilten Morrisons Sicht als undemokratisch; er wolle eine soziale Bewegung zum Schweigen bringen, die Maßnahmen Australiens gegen den Klimawandel einfordere.
Morrison geriet im Dezember 2019 weiter unter öffentlichen Druck, als er während der australienweiten Buschfeuer mit seiner Familie auf der Inselkette Hawaii Urlaub machte. Für Bekanntheit seiner urlaubsbedingten Abwesenheit sorgten u. a. die Klimaaktivisten von Extinction Rebellion mit einer Protestaktion vom 20. Dezember 2019 vor dem Kirribilli House, dem Dienstsitz des Premierministers in Sydney. Morrison entschuldigte sich später für den „Ärger, den sein Urlaub bei vielen Australiern verursacht“ habe und reiste nach Sydney zurück. Zahlreiche Medien hatten ihre Schlagzeilen in Anlehnung an den Tourismus-Slogan mit ScoMo, Where the Bloody Hell Are You? (ScoMo, wo zur Hölle steckst Du?) betitelt. Morrison wurde weiter kritisiert, als er Entschädigungen für den Einkommensausfall freiwilliger Feuerwehrleute beim Einsatz abgelehnt hatte.
Allein in New South Wales besteht die Feuerwehr zu 90 Prozent aus Freiwilligen. Er lenkte später ein und stimmte Entschädigungen zu. So erhalten Freiwillige nun unter bestimmten Bedingungen steuerfrei A$300 pro Tag bis zu einer Gesamthöhe von A$6000.
Der Premierminister kündigte am 5. Januar die Gründung einer National Bushfire Recovery Agency an, einer Bundesagentur mit der Aufgabe, die von den Buschbränden Betroffenen zu unterstützen. Die Organisation soll zunächst über ein Budget von 2 Milliarden A$ verfügen und unter der Leitung des ehemaligen Commissioners der Australian Federal Police Andrew Colvin stehen. Die Ankündigung der neuen Agentur wurde von einem Video begleitet, das von Morrisons Büro in sozialen Medien gepostet wurde. Hierin wurde die Reaktion der Regierung auf die Brände, einschließlich der Höhe der Mittel für die Feuerlöschausrüstung, detailliert beschrieben. Parodien des Videos machten in den sozialen Medien schnell die Runde, in denen viele die Veröffentlichung als politische Werbung kritisierten, zu einer Zeit in der Feuerwehrleute vor einem der gefährlichsten Tage an der Feuerfront standen.
Nach der Zwangseinberufung von 3000 Reservisten (der größten in der Geschichte Australiens) zur Unterstützung der Feuerwehren stand Morrison erneut heftig in der Kritik, da die Mobilisierung mit den Feuerwehren des Landes nicht abgestimmt war. Bald darauf veröffentlichte Morrison im Auftrag der Liberal Party ein Video über den Einsatz militärischen Personals und Geräts als Reaktion auf die Buschfeuer, das als unangemessene und unzeitgemäße politische Werbung weithin kritisiert wurde. Weitere Kritik erhielt die Liberal Party für einen Spenden-Knopf auf ihrer Website, der fälschlicherweise zu einer Spendenseite der Partei führte anstatt zur Website der Buschfeuerhilfe; der Knopf wurde später entfernt.
Bei einem Besuch der von den Bränden heimgesuchten Stadt Cobargo in New South Wales versuchte Morrison zwei Einwohnern des Ortes die Hand zu schütteln, die sich jedoch weigerten seine ausgestreckte Hand anzunehmen. Morrison wurde kritisiert, weil er gegen ihren Willen die Hände ergriff und dann schüttelte.
Bei diesem Besuch wurde Morrison zusätzlich von einigen der Bewohner beschimpft.
In mehreren Großstädten des Landes kam es am 10. Januar zu Demonstrationen mit mehreren Tausend Teilnehmern gegen den kohlefreundlichen Kurs der Regierung. In Interviews zeigte sich Morrison darauf „enttäuscht“, dass Klimapolitik und die Buschbrände in der öffentlichen Debatte „zusammengeworfen“ würden. „Wir wollen keine Ziele und Vorgaben, die Arbeitsplätze und die Wirtschaft zerstören oder beschädigen“, sagte Morrison. Den Vorwurf, dass jemandes Klimapolitik direkt zu einem dieser Brandereignisse beigetragen habe, empfand er als „einfach lächerlich“ und „absurd“.
In der ersten Meinungsumfrage im Januar des Jahres 2020 verlor Morrison massiv an Zustimmung bei den Wählern und wurde von Anthony Albanese der Australian Labor Party als bevorzugter Premierminister überholt.
In einem Interview vom 12. Januar sagte Morrison, dass die Australier nun erwarteten, dass die Bundesregierung und die Verteidigungskräfte direkter auf nationale Notfälle reagieren. Zudem stellte er eine Untersuchungskommission (Royal Commission) in Aussicht, die einen Zusammenhang der Feuer mit dem Klimawandel und das Zusammenspiel der Bundesstaaten betrachten solle, um eine langfristige Strategie auf die Bedrohung weiterer katastrophale Brände zu formulieren. Es sei „unstrittig“, dass der Klimawandel „längere, heißere, trockenere Sommer“ verursache, jedoch lehnte er eine Anhebung der Zielvorgaben seiner Regierung für die Verringerung von Kohlenstoffemissionen um 26–28 Prozent gegenüber dem Niveau von 2005 bis 2030 nach wie vor ab. Das Kabinett und seine Regierung werde bestehende Maßnahmen weiterentwickeln, um diese Ziele zu erreichen oder zu übertreffen.
Am 30. November 2020 veröffentlichte der chinesische Diplomat Zhao Lijian auf Twitter ein digital manipuliertes Bild eines australischen Soldaten, der einem afghanischen Kind ein blutiges Messer an die Kehle zu halten schien. Das Bild wurde als Anspielung auf den zuvor von der australischen Regierung veröffentlichten Brereton-Report gewertet, in dem Kriegsverbrechen der australischen Streitkräfte während des Krieges in Afghanistan zwischen 2005 und 2016 beschrieben wurden. Morrison bezeichnete das Bild als „beleidigend“ und „wirklich widerwärtig“ und forderte eine formelle Entschuldigung von der chinesischen Regierung.
China lehnte seine Forderung ab, in der Folge bezogen australische Politiker parteiübergreifend gegen China Stellung. Der Vorfall galt weiteres Zeichen für die sich verschlechternden Beziehungen zwischen Australien und China.
Morrison wurde von seiner neuseeländischen Amtskollegin Jacinda Ardern für Australiens Politik der Abschiebung von Nicht-Staatsbürgern (einschließlich Neuseeländern) kritisiert, die gegen den sogenannten „Charaktertest“ verstoßen oder Straftaten begangen hatten. Im Februar 2020 hatte sie diese Politik als „zersetzend“ für die australisch-neuseeländischen Beziehungen bezeichnet. Im gleichen Jahr entzog die australische Regierung Suhayra Aden, einer ISIS-Braut mit sowohl australischer als auch neuseeländischer Staatsbürgerschaft, die australische Staatsbürgerschaft.
Ardern hatte die Entscheidung kritisiert und Australien vorgeworfen, seine Bürger im Stich zu lassen. Nach einem Telefongespräch vereinbarten beide Premierminister, im „Geist der australisch-neuseeländischen Beziehung“ zusammenzuarbeiten und die, wie Ardern es nannte, „ziemlich komplexe rechtliche Situation“ anzugehen.
Ende Mai 2021 trafen sich Morrison und Ardern im neuseeländischen Queenstown. Die beiden Regierungschefs gaben eine gemeinsame Erklärung ab, in der sie die Zusammenarbeit bei den Themen COVID-19, bilaterale Beziehungen und Sicherheitsfragen im Indopazifik bekräftigten. Morrison und Ardern sprachen auch ihre Bedenken über den Streit mit China im Südchinesischen Meer und die Menschenrechte in Hongkong und Xinjiang aus.
Als Reaktion auf die gemeinsame Erklärung warf der Sprecher des chinesischen Außenministeriums, Wang Wenbin, der australischen und neuseeländischen Regierung Einmischung in innere Angelegenheiten Chinas vor.
Während des Besuchs verteidigte Morrison die Entscheidung Australiens, der ISIS-Braut Suhayra Aden die Staatsbürgerschaft entzogen zu haben, deutete aber an, dass die australische Regierung erwägen werde, ihren Kindern zu erlauben sich in Australien niederzulassen.
In der COVID-19-Pandemie in Australien bildete Morrison am 13. März 2020 das sogenannte National Cabinet, das sich aus dem Premierminister und den Premierministern und leitenden Ministern der Bundesstaaten und Territorien zusammensetzte und die staatlichen Maßnahmen im Kampf gegen die Pandemie koordinieren sollte.
Morrison erklärte am 29. Mai 2020, dass diese Institution das Council of Australian Governments (COAG) ersetzen werde, mit monatlichen Sitzungen anstelle der bisherigen halbjährlichen Sitzungen des COAG.
Am 5. Mai vereinbarten Morrison, die neuseeländische Premierministerin Jacinda Ardern und die Premierminister der australischen Bundesstaaten und Territorien, ihre Zusammenarbeit bei der Einführung einer gemeinsamen Reisezone (auch Trans-Tasman Bubble), die es den Einwohnern beider Länder erlaubte, ohne Einschränkungen einreisen zu können.
Morrison unterstützte eine internationale Untersuchung zu den Ursachen der weltweiten COVID-19-Pandemie. Er deutete an, dass das Coronavirus höchstwahrscheinlich von einem Wet market im chinesischen Wuhan stamme.
In August 2020 hatte Morrison angekündigt, dass die Australier „unter den Ersten der Welt sein werden, die einen COVID-19-Impfstoff erhalten, wenn sich dieser als erfolgreich erweist, dank einer Vereinbarung zwischen der australischen Regierung und dem in Großbritannien ansässigen Arzneimittelhersteller AstraZeneca“.
Im November 2020 fügte er hinzu, dass die COVID-19-Strategie der Regierung „Australien an die vorderste Stelle der Warteschlange für einen sicheren und wirksamen Impfstoff“ stellen werde.
Das ursprüngliche Ziel für die Verabreichung Impfstoffdosen wurde seit März 2021 jedoch mehrfach nach unten korrigiert, so lag am 30. Juni 2021 die Zahl der verabreichten Dosen (7,6 Millionen) um 4,7 Millionen unter dem Ziel von Ende Juni.
Mit Stand vom 28. Juni 2021 rangierte Australien beim Anteil der vollständig geimpften Bevölkerung mit 4,79 Prozent an der letzten Stelle einer Liste der Organisation für wirtschaftliche Zusammenarbeit und Entwicklung (OECD).
Die konservative Zeitung The Australian (News Corp) kritisierte in einem Leitartikel vom Juni 2021 das langsame Tempo bei der Impfstoffverabreichung und warf der Bundesregierung unter Morrison vor, dass sie „mit ihrem Management der Impfkampagne und ihren wiederholten Behauptungen, dass alles nach Plan läuft, an Glaubwürdigkeit verliert“. Der links-liberale Sydney Morning Herald urteilte darauf, dass das Management der Impfkampagne durch die Morrison-Regierung im historischen Rückblick wahrscheinlich „als Fallstudie für das Versagen der öffentlichen Hand gelehrt“ werde. Bis zum Jahresende holte das Land auf und lag im Dezember auf Platz 10.
Bei der Parlamentswahl in Australien 2022 verlor Morrison gegen seinen Herausforderer Anthony Albanese.
Danach trat er als Parteivorsitzender zurück, Peter Dutton wurde sein Nachfolger.

## Familie
Scott Morrison wuchs in seiner Familie nach den Regeln der Uniting Church in Australia auf. Später wurde er ein Anhänger der Pfingstbewegung und steht heute der zur Pfingstbewegung zählenden Horizon Church nahe.
Der Kinderwunsch der Eheleute erfüllte sich mit In-vitro-Fertilisation nach jahrelangen Fehlversuchen. Die erste Tochter kam nach 18 Jahren Ehe zur Welt.